# Mitsuke
Mitsuke (Japans: 見附市, Mitsuke-shi) is een stad in de prefectuur Niigata in Japan. De stad is 77,96 km² groot, heeft 43.454 inwoners (2006).

## Geschiedenis
De stad Mitsuke werd op 31 maart 1954 gevormd.

## Verkeer
Mitsuke ligt aan de Shinetsu-lijn van de East Japan Railway Company.
Mitsuke ligt aan autoweg 8.